# West Melton
West Melton är en ort i unparished area Wath upon Dearne, i distriktet Rotherham, i grevskapet South Yorkshire, i England. West Melton var en civil parish 1894–1932 när blev den en del av Wath upon Dearne. Civil parish hade 4 745 invånare år 1921. Byn nämndes i Domedagsboken (Domesday Book) år 1086, och kallades då Medeltone/Merelton/Mereltone/Middeltun/Mideltone.